# 風がめくる頁
「風がめくる頁」（かぜがめくるページ）は、日本のバンドDのメジャー6枚目のシングル。2010年3月10日発売。

## 概要
- TBS系ドラマ『新撰組異聞PEACE MAKER』オープニングテーマにタイアップされる。同番組タイアップのため、急遽シングル化が決定された。
- 初回限定生産盤、通常盤の2タイプが発売された。
- メジャー2ndアルバム『7th Rose』発売のわずか2週間前のリリースとなる。

## 収録曲

### 初回限定生産盤
1. 風がめくる頁
（作詞：ASAGI / 作曲：Tsunehito）
2. 風がめくる頁（Voiceless）

### 通常盤
1. 風がめくる頁
2. 我が敵は我にあり
（作詞：ASAGI / 作曲：ASAGI, Tsunehito）
3. 風がめくる頁（Voiceless）
4. 我が敵は我にあり（Voiceless）